# Anomis rubida
Anomis rubida là một loài bướm đêm trong họ Erebidae.